# Aloe tartarensis
Aloe tartarensis är en grästrädsväxtart som beskrevs av T.A.Mccoy och John Jacob Lavranos. Aloe tartarensis ingår i släktet Aloe och familjen grästrädsväxter.
Artens utbredningsområde är Kenya. Inga underarter finns listade i Catalogue of Life.